# Autorité de la concurrence (France)
L’Autorité de la concurrence (ADLC) est une autorité administrative indépendante française chargée de lutter contre les pratiques anticoncurrentielles, de contrôler les opérations de concentrations, de formuler des avis et émettre des recommandations visant à améliorer le fonctionnement concurrentiel des marchés et de réguler les professions réglementées du droit. Elle a pour but d'assurer le respect de l'ordre public économique, lié « à la défense d'une concurrence suffisante sur les marchés ».
Afin de faire respecter les règles du jeu de la concurrence, elle est amenée notamment à prendre des décisions, prononcer des sanctions, ou encore imposer des injonctions, susceptibles de recours devant la cour d'appel de Paris et la Cour de cassation et le Conseil d'Etat. Elle rend également des avis.
Les principales sources de droit de son action sont le code de commerce (livre IV) et les articles 101 et 102 du traité sur le fonctionnement de l'Union européenne.
Son siège est à Paris, au 11 rue de l'Échelle (certains services tels que celui des concentrations ou de l'économie se trouvent au 6 avenue de l'Opéra).

## Histoire
Créé par un décret du 9 août 1953 sous la forme d'une commission rattachée au ministre de l'Économie, le Conseil de la concurrence, selon sa dénomination officialisée par l'ordonnance du 1er décembre 1986 est devenue, depuis le 13 janvier 2009 et conformément à la loi du 4 août 2008 de modernisation de l'économie, l'Autorité de la concurrence. Ses pouvoirs ont été progressivement étendus, notamment par la loi du 15 mars 2001 relative aux nouvelles régulations économiques (dite loi NRE) pour répondre à son objectif de contrôle du bon fonctionnement concurrentiel du marché.

### Commission technique des ententes et des positions dominantes (1953-1977)

#### Volonté politique de lutter contre les ententes
Au début des années 1950, dans un contexte d'économie dirigée et étatisée depuis la crise des années 1930, ainsi que d'ententes professionnelles ayant cours depuis la Seconde Guerre mondiale avec le régime de Vichy et la planification allemande de l'économie française, l'attention des pouvoirs publics se focalise sur les pratiques anticoncurrentielles. La persistance des pratiques corporatistes, après le régime de Vichy, contribue à changer la vision des pouvoirs publics quant aux effets des ententes horizontales entre concurrents.
Le Gouvernement décide d'adopter des mesures à l'encontre des fixations de prix, à rebours du système de prix fixé par l'administration depuis l'ordonnance no 45-1483 du 30 juin 1945 adoptée au lendemain de la guerre. Ainsi, une loi no 52-835 du 18 juillet 1952 enrichit la liste des pratiques anticoncurrentielles mentionnées dans l'ordonnance du 30 juin 1945.
En 1953, les deux Chambres du Parlement se déchirent autour du vote d'une loi fixant le statut des cartels. En janvier 1950, un projet de loi déposé par Henri Teitgen vise la mise en place d’une juridiction spécialisée de contrôle des ententes, en vue de réprimer des ententes illicites mais d'autoriser celles jugées conformes à l’intérêt général. D'autres projets déposés tendent à modifier les articles 419 et 420 du code pénal en vue de réprimer les ententes. Saisi pour avis, en vue d'éclairer les débats parlementaires, le Conseil économique (précurseur de l'actuel CESE) rejette le projet de Henri Teitgen, en raison des pouvoirs exorbitants conférés à son projet de juridiction spécialisée et en l'absence de voies de recours juridictionnelles contre ses décisions.
La résistance des deux Chambres incite le Gouvernement à passer outre l'opposition des parlementaires : l'article 7 de la loi cadre no 53-611 du 11 juillet 1953 habilite le Gouvernement à prendre les mesures relatives « au maintien ou au rétablissement d'une libre concurrence industrielle et commerciale », conformément à la pratique des décrets-lois en vigueur sous la IVe République. La législation française en vigueur semblait également en contrariété avec la Charte de la Havane.

#### Création de la commission par le décret du 9 août 1953
Dans le cadre de la politique de « redressement économique et financier » menée par le Gouvernement de Joseph Laniel, est adopté sur le fondement de la loi précitée un décret no 53-704 du 9 août 1953, visant à « mettre fin aux pratiques qui, en restreignant la juste concurrence commerciale, s'opposent à toute baisse de prix ». Le décret pose le principe de « l'interdiction de toutes les pratiques qui contrarient le plein exercice de la concurrence en s'opposant à l'abaissement des prix de revient ou des prix de vente ». Le décret modifie l'ordonnance du 30 juin 1945 qui instaurait un système de prix dirigés en vue de juguler l'importante inflation.
En vue de sanctionner ces infractions, est créée une commission technique des ententes, composée de membres du Conseil d'État, de magistrats de la Cour de cassation et de la Cour des comptes, ainsi que de personnalités qualifiées, rattachée au ministre de l'Économie. Cette commission est chargée d'examiner les éventuelles infractions aux règles interdisant les ententes, et apprécie les éventuelles justifications qui leur étaient apportées. Saisie soit par les juridictions judiciaires, soit par le ministre de l'économie, la commission technique des ententes formule un avis au ministre qui dispose du pouvoir exclusif de transmettre ou non le dossier au parquet, ou de prononcer des sanctions pécuniaires. La commission technique des ententes est alors un organisme d'expertise externe ayant pour but d'éclairer les décisions du ministre chargé de l'économie.
Le décret, adopté sur le rapport d'Edgar Faure, procède d'une initiative du directeur des prix, Louis Franck, qui obtint du Secrétaire d’État au Commerce l’introduction d’un dispositif de lutte contre les ententes, alors que l'attention de ce dernier se portait plutôt sur les pratiques discriminatoires et les prix imposés.
La séance d'installation de la commission technique des ententes a lieu le 9 avril 1954, mais ce n'est qu'à partir du 23 avril 1955 que commence réellement l'examen par la commission, des affaires qui lui sont soumis pour avis.

#### Extension de la compétence de la commission technique aux positions dominantes
La loi no 63-628 du 2 juillet 1963 de finances rectificative pour 1963 étend la compétence de la commission technique des ententes aux pratiques de positions dominantes, caractérisées par « une situation de monopole ou par une concentration manifeste de la puissance économique, lorsque ces activités ont pour objet ou peuvent avoir pour effet d'entraver le fonctionnement normal du marché » (article 3).

#### Modernisation en raison du Traité de Rome
La loi no 67-482 du 22 juin 1967 autorise le Gouvernement à adopter par ordonnance les mesures visant « à favoriser l'adaptation des entreprises aux conditions de concurrence résultant de l'application du Traité instituant une Communauté économique européenne et, notamment, de la suppression au 1er juillet 1968, des droits de douane entre les États membres ». Dans ce but, l'ordonnance no 67-385 du 28 septembre 1967 relative au respect de la loyauté en matière de concurrence modifie sur de nombreux points la législation en matière de concurrence. Elle donne pouvoir au ministre de l'Économie de s'opposer « aux excès auxquels peuvent conduire certaines pratiques commerciales des producteurs, des importateurs et des grossistes, qui prennent un caractère discriminatoire ou déloyal ». Elle assouplit également de la législation en matière d'ententes et de positions dominantes en rapprochant les critères de ceux définis dans le Traité de Rome.

### Commission de la concurrence (1977-1986)

#### Mise en place de la Commission de la concurrence
À la suite du premier choc pétrolier, en 1973, qui remet profondément en cause l'approche planificatrice adoptée en France depuis la Libération, le gouvernement de Raymond Barre réduit progressivement le contrôle des prix au profit d'une plus grande concurrence. À cette époque, le journaliste du Monde Alain Vernholes souligne que « l'économie française est – c'est bien connu – littéralement truffée d'ententes avouées ou implicites ».
Dans sa déclaration de politique générale prononcée le 5 octobre 1976, le Premier ministre Raymond Barre affirme : « S'attaquer aux facteurs structurels de l'inflation, c'est d'abord faire en sorte que le jeu normal de la concurrence puisse faire disparaître les rentes de situation qui sont à l'origine de profits artificiels et abusifs. Il faut que l'apport que le présentent les gains de productivité pour le progrès technique soit incorporé dans la formation des prix. Ainsi le Parlement sera-t-il appelé à examiner le problème de la concurrence sur la base du projet de loi qui a été déposée par le précédent gouvernement ».
Le précédent gouvernement, dirigé par Jacques Chirac, avait déposé un projet de loi le 12 juin 1976 afin de donner au président de la commission plus d'autorité et d'autonomie, notamment par la possibilité de saisir directement la direction des prix du ministère de l'Économie. De plus, le projet prévoyait la possibilité pour les syndicats et organisations professionnelles, les collectivités locales, les associations de consommateurs de saisir directement la Commission d'une entente présumée. En cas d'affaire grave, la Commission peut proposer d'infliger aux entreprises elles-mêmes des amendes allant jusqu'à 5 % du chiffre d'affaires ou 5 millions de francs. Si l'affaire est plus grave, le dossier peut être transmis à la justice. Enfin, les sanctions pénales frappant les personnes physiques sont doublées. L'examen du projet de loi se poursuit sous le gouvernement de Raymond Barre, après déclaration d'urgence prononcée le 9 juin 1977.
Une fois adoptée, la loi no 77-806 du 19 juillet 1977 crée la Commission de la concurrence, et étend sa compétence : désormais, la Commission est compétente pour contrôler les concentrations horizontales et verticales qui « représentent un risque grave pour la concurrence ». Le décret d'application no 77-1189 du 25 octobre 1977 organise le fonctionnement de la nouvelle Commission de la concurrence. La Commission de la concurrence connaît à titre consultatif de « toutes les questions concernant la concurrence dont elle est saisie par le Gouvernement », et formule des avis sur les opérations ou projets de concentration.

#### Affaire Ordonneau
À l'occasion de l'extension des missions de la Commission de la concurrence, le président de la République Valéry Giscard d'Estaing nomme le conseiller d'État Pierre Ordonneau, ancien président adjoint de la Section du contentieux entre 1971 et 1974, à la tête de l'institution par décret du 25 octobre 1977. Pierre Ordonneau est alors placé en position de détachement de longue durée pour exercer cette fonction.
Le Premier ministre Raymond Barre installe la Commission de la concurrence le 24 novembre 1977 et prononce un discours.

« La Commission devra tout d'abord faire évoluer les mentalités et les comportements. Elle devra en second lieu sauvegarder et favoriser les structures propres à assurer la permanence et le fonctionnement harmonieux des mécanismes de marché. Le gouvernement attend que votre commission insuffle dans tous les secteurs de l'industrie, du commerce, des services et même des administrations, l'éthique de la concurrence qui, dans notre pays de lointaine tradition colbertiste, demeure mal comprise et apparaît même souvent comme étrangère aux réflexes spontanés des agents économiques. C'est à vous, très largement, que reviendra la mission de dénoncer les illusions et les méfaits des corporatismes de toute nature et de montrer les mérites de la concurrence tant pour maintenir l'emploi que pour améliorer l'innovation, accroître la productivité et le bien-être de la collectivité prise dans son ensemble (...) Je forme donc le vœu que le ministre chargé de la concurrence et votre commission s'attachent avec détermination à faire disparaître les comportements anticoncurrentiels que le progrès économique ne saurait justifier. »

Pierre Ordonneau aspire à une plus grande autonomie pour la Commission de la concurrence. Cette volonté se manifeste notamment par un changement dans la rédaction des avis de la Commission qui s'inspire de celle en vigueur au sein de la juridiction administrative dont Pierre Ordonneau vient.
À la tête de la Commission de la concurrence, Pierre Ordonneau parvient à faire condamner de grands noms de l'industrie et du commerce, tels que Thomson-Brandt, Philips, Schneider, ou Darty. Certains industriels condamnés ayant manifesté « une vive hostilité » à l'égard de la Commission de la concurrence ont émis de nombreuses critiques à l'endroit de son président.
Le 18 juin 1980, Jean Donnedieu de Vabres est nommé président de la Commission de la concurrence à la place de Pierre Ordonneau, qui est admis à faire valoir ses droits à la retraite par un décret du même jour. Ce remplacement suscite de nombreuses interrogations, tenant à l'éventuelle éviction d'un intransigeant à l'égard des cartels. Cette nomination engendre un important contentieux devant le Conseil d'État. Les députés Julien Schvartz et Claude Martin contestent cette nomination, mais ils sont jugés irrecevables à agir.
Pierre Ordonneau lui-même conteste son éviction devant le juge administratif. L'intéressé forme d'abord un recours en annulation à l'encontre du décret mettant fin à ses fonctions. Cependant, son recours est jugé tardif par le Conseil d'état dans une décision du 26 février 1982. Pierre Ordonneau demande ensuite la réparation du préjudice que lui avait causé le décret du 18 juin 1980. Par un arrêt du 7 juillet 1989, l'Assemblée du contentieux du Conseil d'État juge la mesure illégale et condamne l'État à verser à Pierre Ordonneau une indemnité de 650 000 francs.

#### Première qualification d'autorité administrative indépendante
Dans une décision d'Assemblée du 13 mars 1981, le Conseil d'État lui nie la qualification de juridiction, mais la classe comme « organisme administratif ». Par la suite, la loi no 85-1408 du 30 décembre 1985 portant amélioration de la concurrence qualifie pour la première fois la Commission d'« autorité administrative indépendante ».

### Conseil de la concurrence (1986-2009)

#### Instauration du Conseil de la concurrence par l'ordonnance du1erdécembre 1986
À la suite de l'alternance politique de 1986, donnant lieu à la première cohabitation, l'ordonnance no 86-1243 du 1er décembre 1986 abroge les dispositions de l'ordonnance du 30 juin 1945 qui instaurait un contrôle administratif des prix. Désormais, les prix sont « librement déterminés par le jeu de la concurrence ». L'ordonnance institue le Conseil de la concurrence comprenant seize membres, nommés pour une durée de six ans sur proposition du ministre de l'Économie.
Le Conseil de la concurrence est désormais doté d'un pouvoir propre de décision et de sanction en matière de pratiques anticoncurrentielles, même si le pouvoir de décision en matière de concentrations économiques reste détenu par le ministre de l'Économie, le Conseil de la concurrence n'ayant dans ce cas qu'un rôle consultatif.
L'ordonnance introduit d'autres innovations importantes, à savoir l'élargissement, notamment aux entreprises, des possibilités de saisine du Conseil, le transfert du pouvoir de sanction du ministre de l'Économie au Conseil, assorti d'un contrôle du juge judiciaire, ainsi qu'une procédure garantissant mieux les droits des intéressés.
La loi ratifiant l'ordonnance du 1er décembre 1986 prévoyait le transfert du contentieux des décisions du Conseil de la concurrence au juge judiciaire, par dérogation aux critères jurisprudentiels traditionnels qui auraient impliqué la compétence du juge administratif. Saisi au titre de son contrôle de constitutionnalité, le Conseil constitutionnel dégage le principe fondamental reconnu par les lois de la République selon lequel « à l'exception des matières réservées par nature à l'autorité judiciaire, relève en dernier ressort de la compétence de la juridiction administrative l'annulation ou la réformation des décisions prises, dans l'exercice des prérogatives de puissance publique, par les autorités exerçant le pouvoir exécutif, leurs agents, les collectivités territoriales de la République ou les organismes publics placés sous leur autorité ou leur contrôle » (décision n°86-224 DC du 23 janvier 1987).

#### Élargissement successif des compétences du Conseil de la concurrence
À partir de 1986, le Conseil de la concurrence voit ses compétences progressivement élargies. La loi n°92-1282 du 11 décembre 1992 habilite le Conseil à faire application des articles 85 à 87 du Traité de Rome, qui comportent les interdictions des positions dominantes et des ententes. La loi Galland du 1er juillet 1996 élargit les attributions contentieuses du Conseil de la concurrence aux prix abusivement bas.
La loi Nouvelles régulations économiques (dite NRE) du 15 mai 2001 introduit de nombreuses innovations procédurales au profit du Conseil de la concurrence : ce dernier peut conclure des transactions avec les entreprises sanctionnées, ou faire usage de procédures de clémence.
La loi no 2003-706 du 1er août 2003 de sécurité financière intègre le contrôle des opérations de concentration bancaire dans le droit commun de la concurrence, en confiant au ministre de l'Économie et, lorsqu'il est saisi pour avis au Conseil de la concurrence, la compétence pour traiter les problèmes de concurrence qui se poseraient pour les opérations de concentration bancaire.

### Depuis 2009: Autorité de la concurrence
La loi de modernisation de l'économie du 4 août 2008 transfère à la nouvelle Autorité de la concurrence l'ensemble des anciens pouvoirs du Conseil de la concurrence, en lui ajoutant de nouvelles compétences. Certains de ces changements étaient préconisés par la Commission Attali ainsi que par l’OCDE, en ce qu'ils devaient permettre de renforcer l’efficacité en matière de régulation concurrentielle des marchés.

#### Transfert du contrôle des opérations de concentration
L'une des grandes innovations de la loi de modernisation de l'économie du 4 août 2008 (article 96) consiste à transférer à la nouvelle Autorité de la concurrence, instituée comme autorité administrative indépendante, le contrôle des opérations de concentration. Cette réforme permet de rapprocher le modèle français de la régulation de la concurrence de celui en vigueur dans d'autres États en Europe, en confiant à une autorité indépendante spécialisée le contrôle de ces opérations.
Désormais, sous réserve de critères relatifs aux chiffres d'affaires des entreprises en cause (ce qui entraînerait le cas échéant la compétence de la Commission européenne), l'Autorité de la concurrence est l'autorité de droit commun compétente en la matière. Elle examine plus de 230 opérations par an. Le ministre de l'Économie peut cependant, une fois la décision de la Commission rendue, évoquer et statuer sur l'opération en cause pour des « motifs d'intérêt général autres que le maintien de la concurrence » tenant par exemple au développement industriel, à la compétitivité des entreprises en cause au regard de la concurrence internationale ou à la création ou au maintien de l'emploi.

#### Possibilité d'émettre des avis et recommandations
La loi LME permet à l'Autorité de la concurrence de s'autosaisir en matière d'avis sur toute question de concurrence, ainsi que d'émettre des recommandations destinées à améliorer le fonctionnement concurrentiel des marchés au ministre responsable du secteur. Les avis de l'Autorité sont généralement très remarqués, notamment celui rendu en septembre 2014 sur les concessions autoroutières,,.

#### Régulation des professions juridiques règlementées
La loi du 6 août 2015 pour la croissance, l’activité et l’égalité des chances économiques a confié à l’Autorité de nouvelles compétences en matière de régulation de certaines professions du droit. L’Autorité doit, tous les deux ans, faire des propositions au gouvernement sur l’évolution des tarifs règlementés ainsi qu’en matière d’installation des professionnels.

#### Confirmation de la qualité d'autorité indépendante
La loi n° 2017-55 du 20 janvier 2017 portant statut général des autorités administratives indépendantes et des autorités publiques indépendantes confirme la qualité d'autorité administrative indépendante de l'Autorité de la concurrence.

### Identité visuelle (logo)

Logo du Conseil de la concurrence jusqu'en 2009.
Logo de l'Autorité de la concurrence depuis 2009.

## Composition de l'Autorité de la concurrence

### Présidents
Le président de l'Autorité de la concurrence est nommé pour une durée de cinq ans par décret du président de la République sur avis des commissions de l’Assemblée nationale et du Sénat compétentes en matière de concurrence. Le président est nommé « en raison de ses compétences dans les domaines juridique et économique ».
Le président actuel de l'Autorité est Benoît Cœuré, économiste et ancien membre du directoire de la Banque centrale européenne.
| Liste des présidents (depuis 1963) | Date de mandat    | Date de mandat    | Décret de nomination       |
| ---------------------------------- | ----------------- | ----------------- | -------------------------- |
| Jean Toutée                        | 26 novembre 1963  | 12 novembre 1971  | Décret du 7 décembre 1963  |
| Claude Lasry                       | 12 novembre 1971  | 1er novembre 1977 | Décret du 12 novembre 1971 |
| Pierre Ordonneau                   | 1er novembre 1977 | 25 juin 1980      | Décret du 25 octobre 1977  |
| Jean Donnedieu de Vabres           | 25 juin 1980      | 14 mars 1986      | Décret du 18 juin 1980     |
| Jean Ravanel                       | 14 mars 1986      | 20 janvier 1987   | Décret du 14 mars 1986     |
| Pierre Laurent                     | 20 janvier 1987   | 3 mars 1993       | Décret du 20 janvier 1987  |
| Charles Barbeau                    | 3 mars 1993       | 29 juillet 1998   | Décret du 3 mars 1993      |
| Marie-Dominique Hagelsteen         | 29 juillet 1998   | 29 juillet 2004   | Décret du 29 juillet 1998  |
| Bruno Lasserre                     | 29 juillet 2004   | 21 septembre 2016 | Décret du 26 juillet 2004  |
| Isabelle de Silva                  | 14 octobre 2016   | 13 octobre 2021   | Décret du 14 octobre 2016  |
| Benoît Cœuré                       | 20 janvier 2022   |                   | Décret du 20 janvier 2022  |

### Collège de membres
L’Autorité de la concurrence est composée d'un collège de 17 membres :
- le président ;
- six membres ou anciens membres du Conseil d'état, de la Cour de cassation, de la Cour des Comptes ou d'autres juridictions ;
- cinq personnalités choisies en raison de leurs compétences en matière économique, de concurrence ou de consommation ;
- cinq personnalités exerçant ou ayant exercé leurs activités dans le secteur de la production, de la distribution, de l'artisanat, des services ou les professions libérales.

Le collège est renouvelé par moitié tous les deux ans et demi (à l'exception de son président) par décret du président de la République pris sur proposition du ministre de l’Économie et des Finances. Les autres membres exercent des mandats de cinq ans.

## Attributions de l'Autorité de la concurrence

### Attributions nationales de l'Autorité de la concurrence
Le droit de la concurrence s'applique « à toutes les activités de production, de distribution et de services, y compris celles qui sont le fait de personnes publiques, notamment dans le cadre de conventions de délégation de service public », selon l'article L. 410-1 du code de commerce. L'article L. 461-1 du même code dispose que l'Autorité de la concurrence « veille au libre jeu de la concurrence ». L'autorité de la concurrence est « l'arbitre de la concurrence en France »,. À ce titre, l'Autorité de la concurrence dispose de plusieurs compétences.

#### Sanction des pratiques anticoncurrentielles
L’Autorité de la concurrence est principalement chargée de réprimer les pratiques anticoncurrentielles des entreprises, notamment les ententes et les abus de position dominante.
Elle peut prononcer deux types de sanctions :
- des mesures conservatoires, consistant à enjoindre de mettre fin à la pratique dans un délai déterminé, véritable sanction non répressive ;
- selon l'article L.464-2 du code du commerce, l’Autorité de la Concurrence « peut infliger une sanction pécuniaire applicable soit immédiatement, soit en cas d'inexécution des injonctions ». Les sanctions qu'elle prononce sont proportionnelles à la gravité des faits reprochés, à l'importance du dommage causé en matière d'économie.

Les mesures conservatoires ne peuvent intervenir que si la pratique dénoncée porte une atteinte grave et immédiate à l'économie générale, à celle du secteur intéressé, à l'intérêt des consommateurs ou à l'entreprise plaignante.

##### Saisine de l'Autorité de la concurrence
Plusieurs personnes peuvent saisir l'Autorité de la concurrence.
Historiquement, seuls le ministre de l'Économie, les entreprises ainsi que les collectivités territoriales, les organisations professionnelles et syndicales, les organisations de consommateurs agréées, et les chambres de commerce et d'industrie pour les intérêts dont ils ont la charge pouvaient saisir l'Autorité, en dehors de sa faculté d'auto-saisine. La loi n° 2012-1270 du 20 novembre 2012 relative à la régulation économique outre-mer y a ajouté les régions et collectivités d'outre-mer à statut particulier.

###### Critique de la faculté d'auto-saisine de l'Autorité de la concurrence
L'article 11 de l'ordonnance du 1er décembre 1986 prévoyait la faculté d'auto-saisine de l'Autorité de la concurrence, disposition transposée à l'article L. 462-5 du code de commerce. Cette faculté d'auto-saisine a été critiquée à de nombreuses reprises, en raison de potentielles atteintes à l'impartialité de l'Autorité.
Dans une première décision Société Groupe Canal Plus et société Vivendi Universal rendue le 12 octobre 2012 (Décision n°2012-280 QPC), le Conseil constitutionnel a cependant estimé que la faculté d'auto-saisine de l'Autorité de la concurrence, proposée par son rapporteur général, « ne [conduit] pas l'autorité à préjuger la réalité des manquements à examiner » et a jugé l'article incriminé conforme à la Constitution.
Dans une deuxième décision Sociétés Grands Moulins de Strasbourg SA rendue le 14 octobre 2015 (Décision n°2015-489 QPC), le Conseil constitutionnel a jugé que la décision par laquelle l'Autorité de la concurrence s'auto-saisit, « décision par laquelle le Conseil exerce sa mission de contrôle du bon fonctionnement des marchés, n'a ni pour objet ni pour effet d'imputer une pratique à une entreprise déterminée » ; dès lors, elle ne la conduit pas à préjuger la réalité des pratiques susceptibles de donner lieu au prononcé de sanctions.

##### Sanctions pouvant être prononcées
En cas de constat d'une pratique anticoncurrentielle, l'Autorité de la concurrence peut ordonner aux contrevenants d'y mettre fin ou leur imposer des conditions particulières et, le cas échéant, infliger une sanction pécuniaire applicable soit immédiatement, soit en cas d'inexécution des injonctions, soit en cas de non-respect des engagements qu'elle a acceptés.
Si le contrevenant n'est pas une entreprise, le montant maximum de la sanction est de trois millions d'euros. Le montant maximum de la sanction est, pour une entreprise, de 10 % du montant du chiffre d'affaires mondial hors taxes le plus élevé réalisé au cours d'un des exercices clos depuis l'exercice précédant celui au cours duquel les pratiques ont été mises en œuvre.
Dans une décision Association Expert-comptable média association rendue le 7 janvier 2016 (Décision n° 2015-510 QPC), le Conseil constitutionnel considère qu'en prévoyant un maximum de la sanction pécuniaire en valeur absolue lorsque la personne qui a commis l'infraction n'est pas une entreprise, alors que ce maximum est fixé en pourcentage du chiffre d'affaires lorsque cette personne est une entreprise, le législateur a instauré une différence de traitement en rapport direct avec l'objet de la loi qui l'institue, et qu'il s'est référé à des catégories juridiques précises permettant de déterminer la peine encourue avec une certitude suffisante. Ce faisant, le juge constitutionnel écarte les griefs de méconnaissance des principes d'égalité et de principe de légalité des délits et des peines.
Par ailleurs, l'Autorité de la concurrence peut décider que sa décision, en totalité ou en extrait, sera publiée, diffusée ou affichée, les frais étant alors à la charge de la personne intéressée.

#### Contrôle des opérations de concentration
L’Autorité est chargée d’examiner tous les projets de rachat et de fusion dépassant une certaine taille. Elle veille à ce que ces opérations ne réduisent pas excessivement la concurrence et conditionne, le cas échéant, leur autorisation à la mise en place de solutions adaptées.

#### Activité consultative de l'Autorité de la concurrence
L'Autorité de la concurrence joue également un rôle consultatif. Son expertise est fréquemment mobilisée pour éclairer le gouvernement sur des questions générales de concurrence et des projets de réformes législatives ou réglementaires. Par ailleurs, l’Autorité mène régulièrement de vastes enquêtes sectorielles, telles que celle sur les audioprothèses en 2016 ou encore sur la publicité en ligne en 2018.

#### Régulation des professions règlementées du droit
Depuis 2015, l'Autorité participe à la mise en œuvre d'une réforme qui modernise un certain nombre de professions (notaires, huissiers de justice, greffiers des tribunaux de commerce, administrateurs judiciaires, mandataires judiciaires, commissaires-priseurs judiciaires, avocats au Conseil d'état et à la Cour de cassation), tout en veillant à préserver la viabilité économique des offices existants. Elle formule auprès des ministres de la Justice et de l’Économie des recommandations en matière de zones d’implantation de nouveaux offices. Elle est également consultée pour avis sur les possibilités d’évolution des tarifs.

### Attributions communautaires de l'Autorité de la concurrence

#### Obligation d'appliquer le droit communautaire de la concurrence en cas d'affectation du commerce intra-communautaire
L'entrée en vigueur, le 1er janvier 2004, du règlement (CE) n°1/2003 du 16 décembre 2002 a rendu obligatoire, pour les autorités chargées de la régulation de la concurrence dans les États-membres de l'Union européenne, l'application des règles communautaires de la concurrence. Les autorités nationales de concurrence (ANC), quand elles appliquent le droit national des ententes et des positions dominantes, doivent également appliquer le droit communautaire de la concurrence aux pratiques qui sont « susceptibles d'affecter le commerce entre États membres ».
Le règlement du 16 décembre 2002 procède à la décentralisation de l'application du droit de la concurrence afin d'accroître son efficacité. Il s'agit de permettre à la Commission européenne de se focaliser sur les opérations d'envergure, et d'utiliser les capacités des autorités nationales de concurrence, souvent mieux placées pour connaître d'une pratique anticoncurrentielle.
De plus, le règlement met fin au monopole d'exemption détenu par la Commission européenne : désormais, les autorités nationales de concurrence peuvent faire application de l'article 101 paragraphe 3 du Traité sur le fonctionnement de l'Union européenne pour exempter les ententes contribuant à un progrès économique.

#### Insertion de l'Autorité de la concurrence parmi le Réseau européen de la concurrence (REC)
Le règlement 1/2003 du 16 décembre 2002 met en place un Réseau européen de la concurrence (REC), piloté par la Commission européenne, et visant une application optimale du droit communautaire de la concurrence. L’Autorité française est l’Autorité nationale la plus active en nombre d’enquêtes ouvertes et de décisions adoptées.

## Budget
| Année | Dépenses de personnel | Dépenses de fonctionnement | Budget total     | Source                  |
| ----- | --------------------- | -------------------------- | ---------------- | ----------------------- |
| 2022  | 17,8 millions €       | 5,4 millions €             | 23,2 millions €  | Rapport d'activité 2022 |
| 2021  | 18,4 millions €       | 5,4 millions €             | 23,8 millions €  | Rapport d'activité 2021 |
| 2020  | 17,7 millions €       | 5,2 millions €             | 22,9 millions €  | Rapport d'activité 2020 |
| 2019  | 17,2 millions €       | 5,3 millions €             | 22,5 millions €  | Rapport d'activité 2019 |
| 2018  | 16,2 millions €       | 5,3 millions €             | 21,6 millions €  | Rapport d'activité 2018 |
| 2017  | 17,1 millions €       | 5,5 millions €             | 22,6 millions €  | Rapport d'activité 2017 |
| 2016  | 17 millions €         | 4,7 millions €             | 21,7 millions €  | Rapport d’activité 2016 |
| 2015  | 15,7 millions €       | 4,18 millions €            | 19,88 millions € | Rapport d’activité 2015 |
| 2014  | 16,2 millions €       | 4,5 millions €             | 20,7 millions €  | Rapport d'activité 2014 |
| 2013  | 15,9 millions €       | 4,7 millions €             | 20,6 millions €  | Rapport d'activité 2013 |
| 2012  | 15,5 millions €       | 4,9 millions €             | 20,4 millions €  | Rapport d'activité 2012 |
| 2011  | 15,3 millions €       | 5,1 millions €             | 20,4 millions €  | Rapport d'activité 2011 |
| 2010  | 15 millions €         | 5,4 millions €             | 20,4 millions €  | Rapport d'activité 2010 |
| 2009  | 13,8 millions €       | 5,5 millions €             | 19,3 millions €  | Rapport d'activité 2009 |
| 2008  | 9,7 millions €        | 3,1 millions €             | 12,8 millions €  | Rapport d'activité 2008 |
| 2007  | 9,2 millions €        | 3,1 millions €             | 12,3 millions €  | Rapport d'activité 2007 |
| 2006  | 8,9 millions €        | 2,5 millions €             | 11,4 millions €  | Rapport d'activité 2006 |
| 2005  | 5,9 millions €        | 2,7 millions €             | 8,6 millions €   | Rapport d'activité 2005 |
| 2004  | 5,9 millions €        | 2,5 millions €             | 8,5 millions €   | Rapport d'activité 2004 |
| 2003  | 5,8 millions €        | 2,8 millions €             | 8,6 millions €   | Rapport d'activité 2003 |
| 2002  | 5,7 millions €        | 2,9 millions €             | 8,6 millions €   | Rapport d'activité 2002 |

## Pratique décisionnelle de l'Autorité de la concurrence
- 19 décembre 2023 : L'Autorité sanctionne la marque Rolex à hauteur de 91,6 millions d'euros pour avoir interdit, de manière générale et absolue, la revente sur internet de ses produits par ses distributeurs agréés au sein de son réseau de distribution sélective. Cette pratique constitue, selon l’autorité, une entente verticale restrictive de concurrence ne pouvant être justifiée par la lutte contre la contrefaçon et le commerce parallèle[86].
- 11 décembre 2023 : L'Autorité sanctionne le producteur de thé haut de gamme "Groupe Mariage Frères" à hauteur de 4 millions d'euros. Ce réseau de distribution sélective avait interdit depuis 2008, à ses revendeurs agréés disposant d'un magasin physique, la distribution en ligne de ses produits. Dans le même temps, la tête de réseau se livrait à des actes de distribution en ligne auprès des particuliers. Par ailleurs, les revendeurs agréés ne pouvaient pas revendre les produits à d'autres commerçants-détaillants, pourtant membres du réseau de distribution sélective. Ces deux pratiques illicites constituent des ententes verticales restrictives de clientèles et de cloisonnement de marché[87].
- 22 juillet 2021 : L'Autorité sanctionne plusieurs marques et fabricants de lunettes pour avoir imposé aux opticiens des prix de vente au détail et leur avoir interdit d'effectuer des ventes sur Internet. EssilorLuxottica a par exemple reçu une amende de 125 millions d'euros. Celle de LVMH s'élève à 500 000 euros et l'amende infligée à Chanel est de 130 000 euros[88].
- 16 juillet 2020 : l'Autorité sanctionne « le cartel du jambon et de la charcuterie » à hauteur de 93 millions d'euros. 12 entreprises sont reconnues coupables d'ententes sur les prix d'achat du porc auprès des abattoirs et de vente de produits sous marques distributeurs (MDD) ou premier prix. Ces ententes portent sur le jambon cru, le jambon cuit, les saucissons, la rosette, les pâtés, les rillettes, les boudins, les andouilles et le chorizo pour une période allant de 2010 à 2013. L’amende la plus élevée revient au Groupe Cooperl Arc Atlantique, avec un montant de 35 millions d'euros (marques : Jean Caby, Madrange, Montagne Noire, La Maison du Jambon et Paul Prédault). Le groupe Les Mousquetaires (marques liées à Intermarché) est sanctionné à hauteur de 31 millions d’euros, tandis que Fleury Michon a dû s'acquitter d'une amende de 14 millions d'euros[89].

- 9 avril 2020 : L'Autorité a prononcé des mesures conservatoires à l'encontre de Google, lui enjoignant de conduire des négociations de bonne foi avec les éditeurs et agences de presse sur la rémunération de la reprise de leurs contenus protégés[90].
- 16 mars 2020 : L'autorité condamne Apple, Tech Data et Ingram à 1,24 milliard d'euros d'amende, soit l'amende la plus importante jamais prononcée par l'Autorité. La seule société Apple est condamnée à un montant de 1,1 milliard d'euros. Les trois entreprises ont été condamnées pour une entente verticale à caractère anticoncurrentiel, c'est-à-dire un accord ou une pratique concertée entre entreprises opérant à différents niveaux de la chaîne de production ou de distribution. Apple a également été condamné pour un abus de dépendance économique vis-à-vis de ses revendeurs indépendants « premium »[91].
- 20 décembre 2019 : L'Autorité sanctionne Google à 150 millions d'euros d'amende pour abus de position dominante[92].
- 18 décembre 2019 : L'Autorité a sanctionné avec une amende de 414,7 millions d’euros une entente sur les tickets restaurants composée des entreprises Edenred France, gérant la marque Ticket Restaurant, le Groupe Up, gérant la marque Chèque Déjeuner, Natixis Intertitres, gérant la marque Chèque de table, et Sodexo Pass France, gérant la marque Pass Restaurant ainsi que Centrale de règlement des titres[93].
- 18 décembre 2019 : l'Autorité de la concurrence sanctionne une entente sur la production de compote entre 2010 et 2014. L'amende de 58,3 millions d’euros est prononcée à l'encontre des entreprises Andros, Materne, Charles & Alice, Saint Mamet, Valade et du groupe Lactalis[94].
- 24 juin 2019 : L'Autorité a sanctionné des notaires de Franche-Comté pour entente sur les prix, ainsi que les huissiers des Hauts-de-Seine pour avoir mis en place des conditions discriminatoires visant les huissiers nouvellement installés[95],[96],[97],[98].
- 18 octobre 2017 : Affaire dite du « cartel du lino »[99]. L'Autorité a sanctionné à hauteur de 302 millions d'euros les trois principaux fabricants de revêtements de sols en PVC et linoléums.
- 21 mars 2017 : Abus de position dominante dans les marchés du gaz et de l’électricité[100]. L'Autorité a sanctionné Engie à hauteur de 100 millions d'euros pour avoir abusé de sa position dominante en s'appuyant notamment sur son fichier historique pour convertir ses clients aux tarifs réglementés du gaz à des offres de marché de gaz et d'électricité.
- 8 novembre 2016 : Gun jumping dans le rachat de SFR et de Virgin Mobile par Numéricable[101]. L'Autorité a sanctionné le groupe Altice à hauteur de 80 millions d'euros pour avoir réalisé de manière anticipée deux opérations de concentrations notifiées en 2014
- 17 décembre 2015 : Abus de position dominante sur le marché de la téléphonie « Entreprises ». L'Autorité de la concurrence sanctionne Orange (ex-France Telecom) à hauteur de 350 millions d'euros pour avoir mis en œuvre quatre pratiques anticoncurrentielles sur les marchés des services fixes et mobiles à destination de la clientèle « entreprise », et impose des injonctions destinées à rétablir immédiatement une situation de concurrence saine sur ces marchés.
- 15 décembre 2015 : Ententes dans le secteur de la messagerie (transport de colis)[102]. L'Autorité a sanctionné deux ententes impliquant les principaux acteurs du marché pour un montant total de 672,3 millions d'euros.
- 11 mars 2015 : Cartel dans le secteur des produits laitiers frais[103]. L'Autorité a sanctionné plusieurs producteurs de produits laitiers à hauteur de 192,7 millions d'euros.
- 18 décembre 2014 : Ententes dans le secteur des produits d'entretien et d'hygiène vendus en grande surface[104]. L'Autorité a sanctionné deux ententes entre fabricants de produits d'hygiène et d'entretien à hauteur de près d’un milliard d'euros.
- 28 mai 2013 : Cartel des produits chimiques[105]. L'Autorité a sanctionné à hauteur de 79 millions d'euros une entente entre les quatre principaux distributeurs de produits chimiques présents en France.
- 13 mars 2012 : Ententes dans le secteur de la farine en sachet[106]. L’Autorité a sanctionné des meuniers français et allemand à hauteur de 242,2 millions d’euros.
- 8 décembre 2011 : Cartel de la lessive en France. L'Autorité a sanctionné à hauteur de 367,9 millions d'euros les quatre principaux fabricants de lessives en France.
- 20 septembre 2010 : Entente dans le secteur bancaire[107]. L'Autorité a sanctionné onze banques à hauteur de 384,9 millions d'euros.
- 20 décembre 2007 : Ententes de prix dans le secteur de la distribution des jouets. Le Conseil de la concurrence sanctionne à hauteur de 37 millions d'euros 5 fabricants de jouets et 3 distributeurs. Chicco – Puériculture de France, Goliath France, Hasbro France, Lego SAS, MegaBrands Europe NV ainsi que Carrefour France, Maxi Toys France et EPSE-JouéClub.
- 22 mars 2006 : Affaire du logiciel Drapo. Le Conseil de la concurrence condamne 34 entreprises de BTP pour entente généralisée sur les marchés publics d'Ile-de-France et les sanctionne à hauteur de 48,5 millions d'euros.
- 15 décembre 2005. Le Conseil de la concurrence sanctionne 6 entreprises de BTP. spécialisées dans la fourniture d'enrobés bitumineux pour un montant cumulé de 33,6 millions d'euros.
- 1er décembre 2005 : Entente sur le marché de la téléphonie mobile. Le Conseil de la concurrence sanctionne à hauteur de 534 millions d'euros les sociétés Orange France, SFR et Bouygues Telecom[108].
- 13 mai 2005 : Autoroute A 84 dite « Route des Estuaires ». Le Conseil de la concurrence condamne 21 entreprises de BTP pour entente et les sanctionne à hauteur de 17 millions d'euros.
- 1er avril 2003 : Distribution de carburants sur les autoroutes : le Conseil de la concurrence sanctionne les principaux groupes pétroliers. Le Conseil de la concurrence sanctionne les principaux groupes pétroliers. Il leur a infligé des amendes pour un montant total de 27 millions d'euros.
- 23 septembre 2002 : Entente de prix dans le secteur des roulements à billes. Le Conseil de la concurrence sanctionne les principaux fabricants pour un montant total d'environ 19 millions d'euros.
- 3 juillet 2002 : Appareils électroménagers et audiovisuels : le Conseil de la concurrence sanctionne une entente entre les principaux distributeurs et certains fabricants. Le Conseil de la concurrence a sanctionné le fabricant de produits électroménagers Thomson ainsi que les distributeurs Fnac, Darty, Euromarché, Connexion, Camif et Conforama pour un montant total d'environ 34 millions d'euros.

## Alertes de l'Autorité de la concurrence

### Octobre 2021
Le Système B, un documentaire français, créée par l'ONG Reporters sans frontières et diffusé en septembre 2021 octobre 2021, fut très médiatisé car il a appelé « l'État, le CSA, l'Autorité de la concurrence et le législateur à intervenir » et dénoncé des « pratiques représentent un véritable danger pour la liberté de la presse, mais aussi pour la démocratie ». Le Système B a alerté contre la censure répétée d'enquêtes dans différents médias du groupe industriel et de services de Vincent Bolloré,,,,,,,, mais visant aussi d'autres médias, par un usage massif des poursuites judiciaires, afin de décourager au maximum les enquêtes sur « ses activités africaines », qui « représentent un tiers du chiffre d'affaires » du groupe Bolloré.

### Controverses
Le 1er mars 2016, le Tribunal administratif de Paris a condamné l’État pour harcèlement moral d'un agent détaché au sein de l'Autorité de la concurrence. En octobre 2019, Bruno Lasserre, président de l'Autorité de la concurrence de 2004 à 2016 est mis en examen pour harcèlement moral à la suite du suicide en mars 2014 d’Alain Mouzon, un employé de l’administration. D'après, l’Association des amis d’Alain Mouzon, qui s’est créée depuis le drame, les responsabilités sont liées à un système de management pervers au sein de l’Autorité de la concurrence,.

## Annexe